# 塔德乌什·梅特尼克
塔德乌什·梅特尼克（波蘭語：Tadeusz Mytnik，1949年8月13日—），波兰男子自行车运动员。他曾代表波兰参加1976年夏季奥林匹克运动会自行车比赛，获得公路自行车男子团体计时赛银牌。